# Klementyna Czartoryska
Klementyna Sanguszko née Czartoryska le 30 décembre 1780 à Korets et morte le 2 mars 1852 à Slavouta, est une princesse polonaise de la famille Czartoryski.

## Biographie
Klementyna Czartoryska est la fille de Józef Klemens Czartoryski et de Dorota Barbara Czartoryska née Jabłonowska (en).

## Mariage et descendance
Elle épouse Eustachy Erazm Sanguszko. Ils ont pour enfants:
- Dorota Sanguszko (pl) (1799-1821), épouse de Karol Sanguszko
- Roman Stanisław Sanguszko (1800-1881)
- Władysław Hieronim Sanguszko (1803-1870)

## Sources
- (en) Cet article est partiellement ou en totalité issu de l’article de Wikipédia en anglais intitulé « Klementyna Czartoryska » (voir la liste des auteurs).

- (pl) Cet article est partiellement ou en totalité issu de l’article de Wikipédia en polonais intitulé « Klementyna Czartoryska » (voir la liste des auteurs).